# Pyramica truncatidens
Pyramica truncatidens är en myrart som först beskrevs av Brown 1950.  Pyramica truncatidens ingår i släktet Pyramica och familjen myror. Inga underarter finns listade i Catalogue of Life.